# Strøget
Strøget (danska izgovorjava: [ˈstʁʌjˀð̩]) je nakupovalno območje za pešce brez avtomobilov v Københavnu na Danskem. Ta priljubljena turistična atrakcija v središču mesta je ena najdaljših nakupovalnih ulic za pešce v Evropi z 1,1 km. Je v središču starega mesta Københavna in je že dolgo ena najbolj odmevnih ulic v mestu. Pretvorba Strøget v pešcono leta 1962 je zaznamovala začetek velike spremembe v pristopu Københavna do mestnega življenja; po uspehu pobude je mesto dalo veliko večji poudarek dostopu do mesta za pešce in kolesarje v primerjavi z avtomobili. Ta pristop je postal mednarodno vpliven.

## Geografija
Glavno ulico na zahodu omejuje Trg mestne hiše (dansko Rådhuspladsen), osrednji mestni trg pred mestno hišo, na vzhodu pa Kongens Nytorv (Kraljev novi trg), še en velik trg na drugem koncu. Toda območje Strøget je pravzaprav skupek ulic, ki se razprostirajo iz te osrednje prometnice. Sestavni deli omrežja za pešce so:
- Frederiksberggade
- Gammel Torv / Nytorv
- Nygade
- Vimmelskaftet
- Fiolstræde
- Jorcksov prehod
- Købmagergade (povezava s postajo Nørreport preko Kultorveta)
- Amagertorv
- Østergade

## Zgodovina
Strøget je bila znana kot Ruten do konca 19. stoletja. Ta zbirka ulic je bila v središču mesta in med najbolj modnimi v mestu večji del svoje zgodovine. Razporeditev ulic, ki sestavljajo Strøget, je vzpostavljena od leta 1728, ko je bila Frederiksberggade postavljena po požaru. Večina stavb vzdolž ulice je iz poznega 19. ali zgodnjega 20. stoletja, najstarejša stavba pa je iz leta 1616.
Strøget je bila spremenjena v cono za pešce 17. novembra 1962, ko so avtomobili začeli prevladovati na starih osrednjih ulicah Københavna.ref name=citizen>»The Strøget Solution«. The Ottawa Citizen. 22. marec 2008. Arhivirano iz prvotnega spletišča dne 9. novembra 2015. Pridobljeno 31. julija 2014.</ref> Po navdihu številnih novih ulic za pešce, ustvarjenih v Nemčiji po vojni, so v 1950-ih ulice zaprli za promet za nekaj dni ob božiču. Zapora leta 1962 je bila sprva začasna poskusna, vendar je bila sprememba trajna leta 1964 in cesta je od takrat ostala zaprta. Zamisel je bila kontroverzna, nekateri ljudje so verjeli, da Danci nimajo miselnosti za »javno življenje«, ki ga predvideva taka ulica, številni lokalni trgovci pa so verjeli, da bi ta poteza prestrašila posel. »Oče« Strøgeta brez avtomobilov, Alfred Wassard, københavnski »župan za urbanistično načrtovanje« v letih 1962–78, se je celo soočil s smrtnimi grožnjami. Na dan odprtja so bili prisotni policisti, ki so ščitili pred grožnjami z atentatom, nesrečni vozniki avtomobilov pa so trobili na stranskih ulicah, da bi izrazili svoje nezadovoljstvo, čeprav je bil dogodek dobro obiskan in zaznamovan s plesom in glasbo. Posher trgovine na vzhodnem koncu ulice so še posebej nasprotovale spremembi in so poskušale omejiti projekt na zahodni del, kjer so takrat prevladovali bari in kinematografi.
Vendar se je projekt hitro izkazal za uspešnega in območje se je kmalu ponašalo z več nakupovalci, kavarnami in prenovljenim uličnim življenjem. Na podlagi Strøgetovega uspeha se je mreža postopoma širila – leta 1968 so avtomobili izpraznili še eno ulico in še nekaj trgov, v letih 1973 in 1992 pa so sledila nadaljnja zaprtja. Od začetnih 15.800 kvadratnih metrov Strøgeta se je osrednje omrežje za pešce razširilo na približno 100.000 kvadratnih metrov. Leta 1993 je bil Amagertorv (Trg Amager) ponovno prekrit z vzorcem iz granita, ki ga je oblikoval umetnik Bjørn Nørgaard. Tudi bližnja območja so bila v preteklih letih namenjena pešcem, na primer Nyhavn leta 1980 in trg mestne hiše (napol zaprt za pešce) leta 1996 ob razglasitvi Københavna za evropsko prestolnico kulture (cesta je bila odstranjena, čeprav je avtobusni promet ostal, in trg je še prometno omejen).

## Vpliv
Arhitekt Jan Gehl je preučeval novo območje za pešce od leta 1962 in njegova vplivna poročila in ugotovitve o tej temi so bila podlaga za kasnejši širši premik politike Københavna v smeri poudarjanja pešcev in koles. Politike Gehla in Københavna so pozneje postale vplivne po vsem svetu in spodbujajo mesta, kot sta Melbourne in New York, k prehodu v cone za pešce.

## Danes
Ulica je pogosto priznana kot najstarejša in najdaljša ulica za pešce na svetu; pravzaprav nobena trditev ni resnična, čeprav je bila v času preureditve leta 1962 najdaljša ulica za pešce. Rue Sainte-Catherine v Bordeauxu je daljša, medtem ko je bila Lijnbaan v Rotterdamu leta 1953 zaprta za pešce. In Laisvės Alėja v Kaunasu v Litvi je daljša – razteza se na 1,6 km.
Približno 80.000 ljudi uporablja Strøget vsak dan na vrhuncu turistične sezone poleti, približno 48.000 pa jih to počne pozimi. Zadnjo nedeljo pred božičem lahko kar 120.000 uporablja Strøget. Jan Gehl meni, da je Strøget zdaj približno na svoji zmogljivosti za poletni dan, glede na njegovo širino 10–12 metrov in prostor za približno 145 oseb/minuto.
Številne najbolj znane in drage trgovine v mestu so vzdolž pasu, pa tudi nekatere najbolj znane in najdražje verige trgovin luksuznih znamk na svetu. Ima tudi številne trgovine s spominki in lokale s hitro hrano.
Potovalni vodnik Lonely Planet je leta 2014 zapisal, da čeprav je Strøget »zabaven kraj za sprehode«, ki je poln glasbenikov in ljudi, se zdi, da stagnira, »ponuja ista stara mednarodna imena blagovnih znamk« in »slabo mešanico trgovin nizkocenovnih oblačil, turistične trgovine in kebabdžinice.« Svetovali so, naj se obiskovalci »enkrat sprehodijo po njej, potem pa boste ugotovili, da so stranske ulice veliko bolj produktivne v smislu neodvisnih trgovin in bolj zanimivega dizajna.«